# Villers-sous-Saint-Leu
Villers-sous-Saint-Leu ist eine französische Gemeinde mit 2.301 Einwohnern (Stand: 1. Januar 2022) im Département Oise in der Region Hauts-de-France. Sie gehört zum Arrondissement Senlis und zum Kanton Montataire. Die Einwohner nennen sich Villersois.

## Geografie
Die Gemeinde Villers-sous-Saint-Leu liegt an der Oise, sieben Kilometer flussabwärts von Creil. Umgeben wird Villers-sous-Saint-Leu von den Nachbargemeinden Saint-Leu-d’Esserent im Norden und Osten, Gouvieux im Süden, Précy-sur-Oise im Süden und Südwesten sowie Blaincourt-lès-Précy im Westen und Nordwesten.

## Geschichte
Als Villaricum wird der Ort 797 erwähnt. 2006 wurde bei archäologischen Grabungen festgestellt, dass hier eine karolingische Siedlung bestand.

### Bevölkerungsentwicklung
| Jahr      | 1962 | 1968 | 1975 | 1982 | 1990 | 1999 | 2006 | 2014 | 2021 |
| Einwohner | 549  | 770  | 1356 | 1857 | 2347 | 2083 | 2029 | 2339 | 2303 |

## Sehenswürdigkeiten
- Kirche Saint-Denis, Ende des 12. Jahrhunderts erbaut, Monument historique seit 1944
- Schloss Villers-sous-Saint-Leu mit Park, im 17./18. Jahrhundert erbaut, als Rathaus heute genutzt, Monument historique seit 1966
- Altes Rathaus
- Gutshof mit Taubenturm
- Calvaire

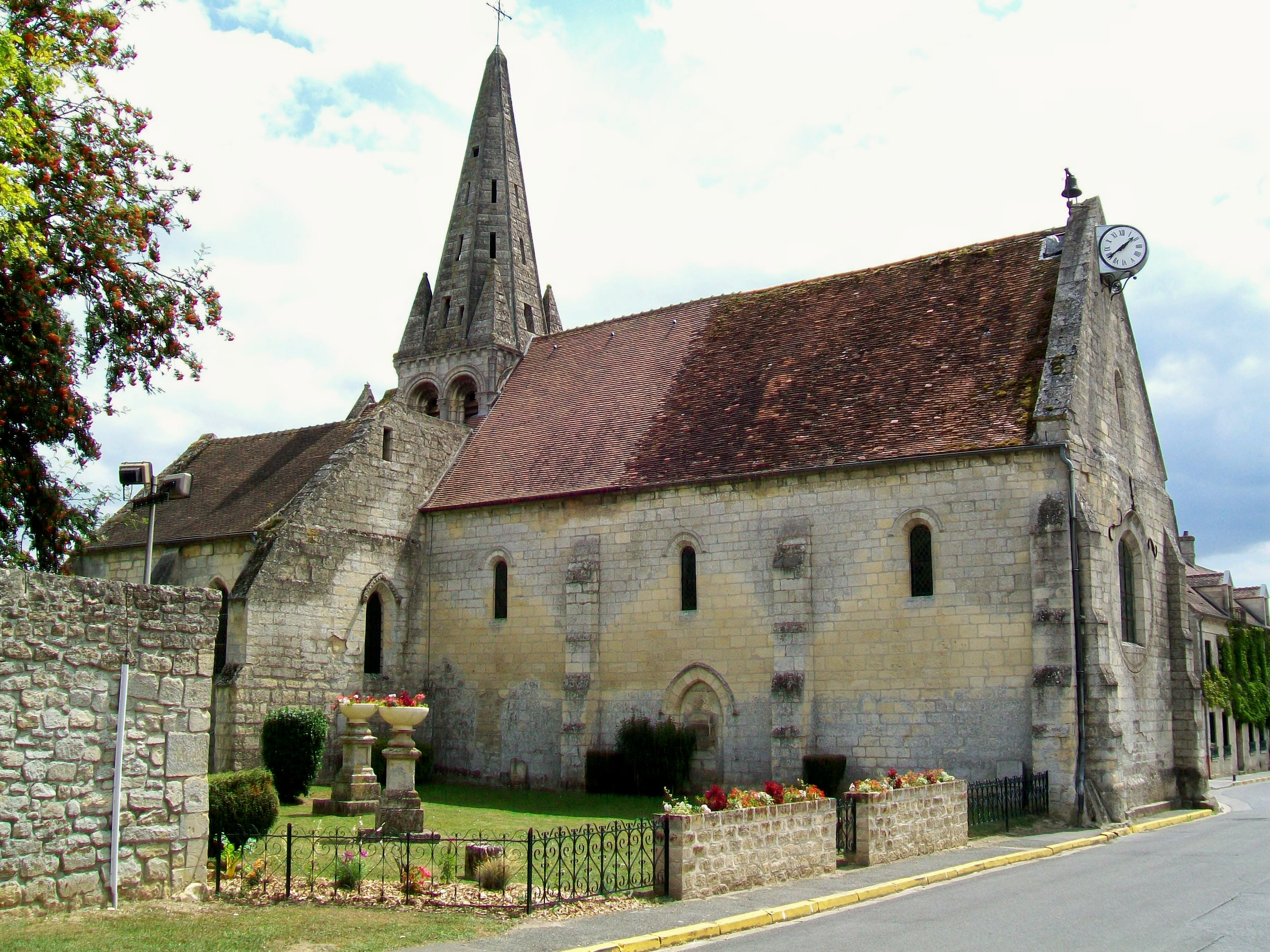
Kirche Saint-Denis
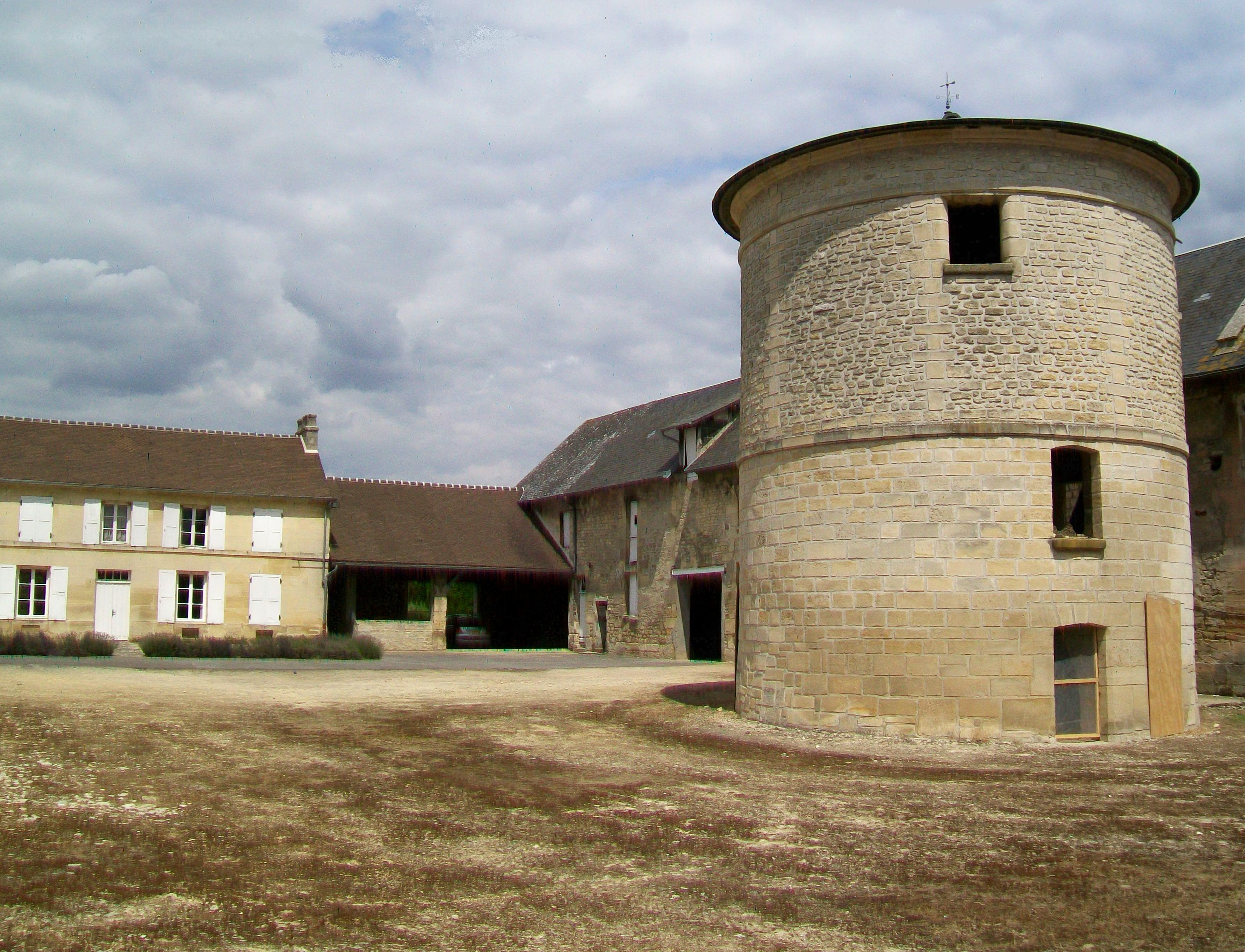
Gutshof mit Taubenschlag
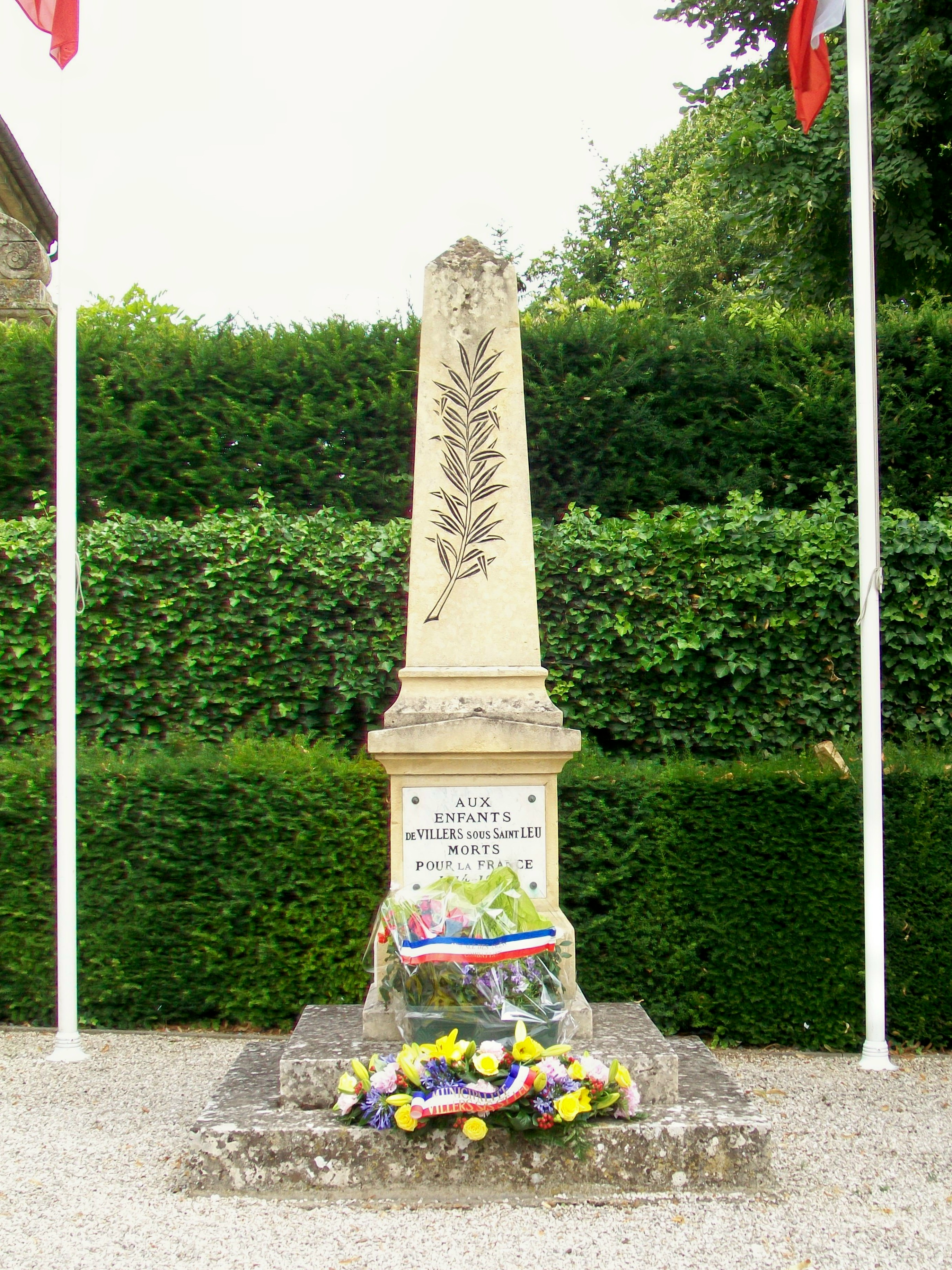
Gefallenendenkmal

## Gemeindepartnerschaft
Mit der britischen Gemeinde Blaby in Leicestershire (England) besteht eine Partnerschaft.